# 第九世达赖喇嘛
隆朵嘉措（藏語：ལུང་རྟོགས་རྒྱ་མཚོ་，威利转写：lung rtogs rgya mtsho，藏语拼音：Lungdog Gyaco，1805年—1815年3月6日），第九世达赖喇嘛。
藏历第十三饶迥木牛年十二月一日，即嘉庆十年，生于藏区下部多康地区大渡河畔德格土司所属邓柯地方，春科土司丹增曲结公爵的儿子，血统最早能追溯到女土司曲吉白宗。八世达赖喇嘛在生前十分喜爱多康地区的人，寻访小组基于八世达赖喇嘛的遗训和乃穷护发神的指示，决定了1807年，三岁时被认定为第八世达赖喇嘛强白嘉措转世灵童，迎到拉萨，应七世班禅、摄政和三大寺代表所请，嘉庆帝准许免于金瓶掣签。1808年九月廿二在布达拉宫坐床，拜七世班禅为师，剃发受戒，法名隆朵嘉措。1815年，到大昭寺参加新年大法会，二月廿一在布达拉宫「突然涅槃」。生前一直由摄政（八世济咙活佛益西落桑丹白贡布、七世第穆活佛罗桑土登晋美嘉措）操办西藏事务。